# Bad Boy Records
Bad Boy Records (oorspronkelijk Bad Boy Entertainment) is een platenlabel dat in 1993 is opgericht door producer/rapper Sean "Diddy" Combs. Vandaag de dag opereert het als een dochteronderneming van Epic Records, en is de distributie in handen van Sony.

## Geschiedenis

### Het begin
Na zijn stage bracht Sean ("Diddy") Combs het tot A&R-directeur bij Uptown Records, later werd het contract abrupt beëindigd door de toenmalige CEO John Galante en Andre Harrell, naar verluidt als gevolg van een samenwerkingsprobleem met David E. Thigpen/Nassau. Samen met zijn schoolvriend Mark Pitts (die samen met Combs stage had gelopen bij Uptown) richtte Combs in 1993 het platenlabel Bad Boy Records op. De eerste muziekuitgave van het label was Flava in Ya Ear van Craig Mack, snel gevolgd door Macks debuutalbum, Project: Funk Da World, in 1994. Ook de hitsingle Juicy en het album Ready to Die van The Notorious B.I.G. (die ook zou worden aangeduid als "Biggie") werden in datzelfde jaar uitgebracht. Terwijl Macks album goud werd, werd Ready to Die multi-platina.
B.I.G. domineerde in 1995 de hitlijsten en werd een van de grootste artiesten in zijn genre. Hij was tevens de eerste grote artiest binnen Bad Boy Records. Ook in 1995 ging het succes verder met platina platen van artiesten als Total en Faith Evans. Bad Boy had ondertussen zijn eigen schrijvers en producenten in huis, onder wie Chucky Thompson, Easy Mo Bee, Nashiem Myrick en D Dot.

### Ruzie met Death Row
Het snelle succes van The Notorious B.I.G., en van Bad Boy als bedrijf, was voor sommigen slecht te verdragen, vooral voor het in Los Angeles gevestigde Death Row Records. Gedurende twee jaar voorafgaand aan 1995, had Death Row (en de hiphopscene van de westkust) grotendeels de commerciële rapscene gedomineerd. Suge Knight, directeur van Death Row Records, houdt Combs verantwoordelijk voor het doodschieten van zijn vriend Jake Robles; dit zou gedaan zijn door Combs' lijfwacht. De spanning liep nog verder op toen westkustrapper Tupac Shakur (2Pac) een contract tekende met Death Row Records, nadat hij kort daarvoor in rivaliteit had verkeerd met Notorious B.I.G. alsmede met andere leden van Bad Boy. Na de verschijning in juni 1996 van Hit 'Em Up (een disslied gericht aan B.I.G.) bereikten de spanningen een hoogtepunt. Op 7 september werd Tupac door een onbekende schutter op straat neergeschoten in Las Vegas, na het verlaten van een bokswedstrijd tussen Mike Tyson en Bruce Seldon in de MGM Grand. Tupac werd op 13 september 1996 doodverklaard. Hoewel Bad Boy een openbare condoleance uitsprak, liet Tupac na zijn dood een hoop onrust achter aan de westkust. Op 9 maart 1997, toen het platenlabel zich klaarmaakte voor het uitbrengen van Biggies nieuwe album Life After Death, werd ook hij doodgeschoten, na het verlaten van een feest voor zijn aanstaande album, in vergelijkbare omstandigheden als Tupac. De dood van Biggie en Tupac laat veel te speculeren over, zo ook of de vijandigheid tussen de oost- en westkust verantwoordelijk was voor hun ondergang.

### Leven na Biggie
Twee weken na zijn dood kwam zijn tweede album uit, dat de titel Life After Death meekreeg. Het album kwam op nummer één binnen in de Amerikaanse hitparade; er werden 10 miljoen exemplaren van verkocht.
Begin 1997 is Puff Daddy begonnen met het opnemen van zijn soloalbum. De eerste single, Can't Nobody Hold Me Down, haalde een nummer 1-notering in de rap, R&B en pop charts van die lente.
In reactie op de dood van Biggie, maakte Puff Daddy een tributenummer, I'll Be Missing You, ook de weduwe van Biggie (Faith Evans) is te horen in dit lied. Ook is Bad Boys R&B zanggroep 112 te horen.

### Huidige artiesten
| Artiest              | Contractjaar | Aantal uitgegeven albums onder Bad Boy |
| -------------------- | ------------ | -------------------------------------- |
| Diddy                | 1993         | 6                                      |
| The Notorious B.I.G. | 1993         | 5                                      |
| Harve Pierre         | 1993         | "President of Bad Boy"                 |
| The Hitmen           | 1993         | –                                      |
| Mario Winans         | 1995         | 1                                      |
| Mase                 | 1995         | 3                                      |
| The Lox              | 1998         | 1                                      |
| Dream                | 1999         | 2                                      |
| Cheri Dennis         | 2001         | 1                                      |
| Boyz n da Hood       | 2003         | 2                                      |
| Kalenna Harper       | 2004         | –                                      |
| Aasim                | 2004         | –                                      |
| Danity Kane          | 2005         | 2                                      |
| Cassie               | 2006         | 1                                      |
| Jordan McCoy         | 2006         | –                                      |
| Younglord            | 2007         | –                                      |
| Janelle Monáe        | 2007         | 1                                      |
| Gorilla Zoe          | 2007         | 3                                      |
| Elephant Man         | 2007         | 1                                      |
| Red Café             | 2009         | –                                      |
| Dirty Money          | 2009         | 1                                      |
| Machine Gun Kelly    | 2011         | 2                                      |
| French Montana       | 2012         | 1                                      |

## Discografie
| Jaar | Informatie |
| ---- | --- |
| 1994 | The Notorious B.I.G. – Ready to Die - Uitgebracht: 13 september 1994 - Singles: Juicy, Big Poppa, One More Chance - RIAA-certificatie: 4x platina                                                                                    |
| 1994 | Craig Mack – Project: Funk Da World - Uitgebracht: 20 september 1994 - Singles: Flava in Ya Ear, Get Down - RIAA-certificatie: goud                                                                                                  |
| 1995 | Faith Evans – Faith - Uitgebracht: 29 augustus 1995 - Singles: You Used to Love Me, Soon as I Get Home, Ain't Nobody, Come Over - RIAA-certificatie: platina                                                                         |
| 1996 | Total – Total - Uitgebracht: 13 februari 1996 - Singles: No One Else, Kissin' You, When Boy Meets Girl - RIAA-certificatie: platina                                                                                                  |
| 1996 | 112 – 112 - Uitgebracht: 27 augustus 1996 - Singles: Come See Me, Only You, Cupid - RIAA-certificatie: 2x platina |
| 1997 | The Notorious B.I.G. – Life After Death - Uitgebracht: 25 maart 1997 - Singles: Hypnotize, Mo Money Mo Problems, Sky's the Limit - RIAA-certificatie: Diamond (10x platina)                                                          |
| 1997 | Puff Daddy & the Family – No Way Out - Uitgebracht: 22 juli 1997 - Singles: Can't Nobody Hold Me Down, I'll Be Missing You, It's All About the Benjamins (Remix), Been Around the World, Victory - RIAA-certificatie: 7x platina     |
| 1997 | Mase – Harlem World - Uitgebracht: 28 oktober 1997 - Singles: Lookin' at Me, Feel So Good, What You Want, 24 Hours to Live - RIAA-certificatie: 4x platina                                                                           |
| 1998 | The LOX – Money, Power & Respect - Uitgebracht: 28 januari 1998 - Singles: If You Think I'm Jiggy, Money, Power & Respect - RIAA-certificatie: platina                                                                               |
| 1998 | Bad Boy Greatest Hits: Volume 1 - Uitgebracht: 13 oktober 1998 - Singles: Too Too Old for Me by Jerome - RIAA-certificatie: goud |
| 1998 | Faith Evans – Keep the Faith - Uitgebracht: 27 oktober 1998 - Singles: Love Like This, All Night Long, Never Gonna Let You Go, Lately I - RIAA-certificatie: platina                                                                 |
| 1998 | Total – Kima, Keisha, and Pam - Uitgebracht: 3 november 1998 - Singles: Trippin', Sitting Home - RIAA-certificatie: goud |
| 1998 | 112 – Room 112 - Uitgebracht: 10 november 1998 - Singles: Love Me, Anywhere, Love You Like I Did, Your Letter - RIAA-certificatie: 2x platina                                                                                        |
| 1999 | Mase – Double Up - Uitgebracht: 15 juni 1999 - Singles: Get Ready, All I Ever Wanted - RIAA-certificatie: platina |
| 1999 | Puff Daddy – Forever - Uitgebracht: 24 augustus 1999 - Singles: P.E. 2000, Satisfy You, Best Friend - RIAA-certificatie: platina |
| 1999 | The Notorious B.I.G. – Born Again - Uitgebracht: 7 december 1999 - Singles: Notorious B.I.G., Dead Wrong - RIAA-certificatie: 2x platina                                                                                             |
| 2000 | Black Rob – Life Story - Uitgebracht: 7 maart 2000 - Singles: Whoa! - RIAA-certificatie: platina |
| 2000 | Carl Thomas – Emotional - Uitgebracht: 18 april 2000 - Singles: Emotional, I Wish, Summer Rain - RIAA-certificatie: platina |
| 2000 | Shyne – Shyne - Uitgebracht: 26 september 2000 - Singles: Bad Boyz, That's Gangsta, Bonnie & Shyne - RIAA-certificatie: platina |
| 2001 | Dream – It Was All a Dream - Uitgebracht: 23 januari 2001 - Singles: He Loves U Not, This Is Me, This Is Me (Remix) - RIAA-certificatie: platina                                                                                     |
| 2001 | 112 – Part III - Uitgebracht: 20 maart 2001 - Singles: Peaches & Cream, Dance With Me, It's Over Now - RIAA-certificatie: platina |
| 2001 | P. Diddy & the Bad Boy Family – The Saga Continues... - Uitgebracht: 10 juli 2001 - Singles: Diddy, Bad Boy for Life, Let's Get It - RIAA-certificatie: platina - CRIA certificatie: goud                                            |
| 2001 | Faith Evans – Faithfully - Uitgebracht: 6 november 2001 - Singles: Can't Believe, You Gets No Love, I Love You, Burnin' Up - RIAA-certificatie: platina                                                                              |
| 2001 | G. Dep – Child of the Ghetto - Uitgebracht: 20 november 2001 - Singles: Special Delivery - RIAA-certificatie: (niet gecertificeerd)                                                                                                  |
| 2002 | P. Diddy & the Bad Boy Family – We Invented the Remix: Volume 1 - Uitgebracht: 14 mei 2002 - Singles: Special Delivery (Remix), I Need a Girl (Part One), I Need a Girl (Part Two) - RIAA-certificatie: 2x platina                   |
| 2003 | Bad Boys II: The Soundtrack - Uitgebracht: 15 juli 2003 - Singles: La-La-La (Excuse Me Miss Again), Shake Ya Tailfeather, Show Me Your Soul - RIAA-certificatie: platina                                                             |
| 2003 | Da Band – Too Hot for TV - Uitgebracht: 30 september 2003 - Singles: Bad Boy This, Bad Boy That, Tonight - RIAA-certificatie: goud                                                                                                   |
| 2003 | Loon – Loon - Uitgebracht: 21 oktober 2003 - Singles: How You Want That, Down for Me - RIAA-certificatie: (niet gecertificeerd) |
| 2003 | 112 – Hot & Wet - Uitgebracht: 18 november 2003 - Singles: Na Na Na Na, Hot & Wet - RIAA-certificatie: (niet gecertificeerd) |
| 2004 | Bad Boy's 10th Anniversary... The Hits - Uitgebracht: 9 maart 2004 - Singles: Victory 2004 - RIAA-certificatie: goud |
| 2004 | Carl Thomas – Let's Talk About It - Uitgebracht: 23 maart 2004 - Singles: She Is, ''Make It Alright, My First Love - RIAA-certificatie: goud                                                                                         |
| 2004 | Mario Winans – Hurt No More - Uitgebracht: 20 april 2004 - Singles: I Don't Wanna Know, Never Really Was - RIAA-certificatie: goud                                                                                                   |
| 2004 | 8Ball & MJG – Living Legends - Uitgebracht: 11 mei 2004 - Singles: You Don't Want Drama, Straght Cadillac Pimpin, Forever - RIAA-certificatie: goud                                                                                  |
| 2004 | Mase – Welcome Back - Uitgebracht: 24 augustus 2004 - Singles: Welcome Back, Breathe, Stretch, Shake - RIAA-certificatie: goud |
| 2004 | New Edition – One Love - Uitgebracht: 9 november 2004 - Singles: Hot 2Nite - RIAA-certificatie: (niet gecertificeerd) |
| 2004 | Bad Boy's R&B Hits - Uitgebracht: 23 november 2004 - Singles: ------- - RIAA-certificatie: (niet gecertificeerd) |
| 2005 | Boyz n da Hood – Boyz n da Hood - Uitgebracht: 21 juni 2005 - Singles: Dem Boyz, Felonies - RIAA-certificatie: (niet gecertificeerd)                                                                                                 |
| 2005 | B5 – B5 - Uitgebracht: 19 juli 2005 - Singles: All I Do, U Got Me - RIAA-certificatie: (niet gecertificeerd) |
| 2005 | Black Rob – The Black Rob Report - Uitgebracht: 19 juli 2005 - Singles: Ready - RIAA-certificatie: (niet gecertificeerd) |
| 2005 | The Notorious B.I.G. – Duets: The Final Chapter - Uitgebracht: 20 december 2005 - Singles: Nasty Girl, Hold Ya Head Spit Your Game - RIAA-certificatie: platina                                                                      |
| 2006 | Yung Joc – New Joc City - Uitgebracht: 6 juni 2006 - Singles: It's Goin' Down, I Know You See It, 1st Time - RIAA-certificatie: platina                                                                                              |
| 2006 | Cassie – Cassie - Uitgebracht: 8 augustus 2006, - Singles: Me & U, Long Way 2 Go - RIAA-certificatie: (niet gecertificeerd) |
| 2006 | Danity Kane – Danity Kane - Uitgebracht: 11 augustus 2006 - Singles: Show Stopper, Ride for You - RIAA-certificatie: platina |
| 2006 | Christian Daniel – Christian Daniel - Uitgebracht: 26 september 2006 - Singles: Donde Quedaran - RIAA-certificatie: (niet gecertificeerd)                                                                                            |
| 2006 | Diddy – Press Play - Uitgebracht: 17 oktober 2006 - Singles: Come to Me, Tell Me, Last Night, Through the Pain (She Told Me), Diddy Rock - RIAA-certificatie: goud                                                                   |
| 2007 | The Notorious B.I.G. – Greatest Hits - Uitgebracht: 6 maart 2007 - Singles: Running Your Mouth - RIAA-certificatie: goud |
| 2007 | 8Ball & MJG – Ridin High - Uitgebracht: 13 maart 2007 - Singles: Relax and Take Notes, Cruzin, Clap On - RIAA-certificatie: (niet gecertificeerd)                                                                                    |
| 2007 | Yung Joc – Hustlenomics - Uitgebracht: 28 augustus 2007 - Singles: Coffee Shop, Bottle Poppin' - RIAA-certificatie: (niet gecertificeerd)                                                                                            |
| 2007 | B5 – Don't Talk, Just Listen - Uitgebracht: 11 september 2007 - Singles: Hydrolics, In My Bedroom - RIAA-certificatie: (niet gecertificeerd)                                                                                         |
| 2007 | Gorilla Zoe – Welcome to the Zoo - Uitgebracht: 25 september 2007 - Singles: Hood Figga, Tryin' to Make a Jug - RIAA-certificatie: (niet gecertificeerd)                                                                             |
| 2007 | Boyz n da Hood – Back Up n da Chevy - Uitgebracht: 2 oktober 2007 - Singles: Everybody Know Me, Table Dance - RIAA-certificatie: (niet gecertificeerd)                                                                               |
| 2008 | Cheri Dennis – In and Out of Love - Uitgebracht: 26 februari 2008 - Singles: I Love You, Portrait of Love, Pretend - RIAA-certificatie: (niet gecertificeerd)                                                                        |
| 2008 | Danity Kane – Welcome to the Dollhouse - Uitgebracht: 18 maart 2008 - Singles: Damaged, Bad Girl - RIAA-certificatie: platina |
| 2008 | Day26 – Day26 - Uitgebracht: 25 maart 2008 - Singles: Got Me Going, Since You've Been Gone - RIAA-certificatie: (niet gecertificeerd)                                                                                                |
| 2008 | Elephant Man – Let's Get Physical - Uitgebracht: 8 april 2008 - Singles: Five-O, Jump - RIAA-certificatie: (niet gecertificeerd) |
| 2008 | Donnie Klang – Just a Rolling Stone - Uitgebracht: 2 september 2008 - Singles: Take You There - RIAA-certificatie: (niet gecertificeerd)                                                                                             |
| 2009 | Notorious: The Soundtrack - Uitgebracht: 13 januari 2009 - Singles: Brooklyn Go Hard, Letter to B.I.G. - RIAA-certificatie: (niet gecertificeerd)                                                                                    |
| 2009 | Gorilla Zoe – Don't Feed da Animals - Uitgebracht: 17 maart 2009 - Singles: Lost, What It Is, Echo, I Got It - RIAA-certificatie: (niet gecertificeerd)                                                                              |
| 2009 | Day26 – Forever in a Day - Uitgebracht: 14 april 2009 - Singles: Imma Put It on Her, Stadium Music - RIAA-certificatie: (niet gecertificeerd)                                                                                        |
| 2010 | Janelle Monáe – The ArchAndroid (Suites II and III) - Uitgebracht: 18 mei 2010 - Singles: Tightrope, Cold War - RIAA-certificatie: (niet gecertificeerd)                                                                             |
| 2010 | Diddy-Dirty Money – Last Train to Paris - Scheduled: 14 december 2010 - Singles: Angels, Love Come Down, Hello Good Morning, Loving You No More, Coming Home, Your Love, Ass on the Floor - RIAA-certificatie: (niet gecertificeerd) |
| 2012 | Machine Gun Kelly – Lace Up - Uitgebracht: 9 oktober 2012 - Singles: Wild Boy, Invincible, Hold On (Shut Up) - RIAA-certificatie: (niet gecertificeerd)                                                                              |